# Future Launchers Preparatory Programme
El Future Launcher Preparatory Programme (FLPP) és un programa de l'Agència Espacial Europea (ESA) que apunta a madurar les tècniques per a una "nova generació de llançadors espacials" (Next-Generation Launcher o NGL) com a successora del coet Ariane 5. El programa va començar el febrer de 2004, i es va prevere que el NGL entri en funcionament durant l'any 2025. Un objectiu secundari de la FLPP és millorar la fiabilitat i la competitivitat dels llançadors de l'ESA, incloent aquells que estan operan avui en dia.

## Desenvolupaments recents
En el 2011 durant la Conferència d'Accés a l'Espai (Space Access Conference), l'empresa aeroespacial alemanya MT Aerospace va presentar una alternativa com a concepte d'una propera família de vehicles llançadors.
En el novembre de 2012, l'ESA va celebrar una Conferència Ministerial. Durant aquest esdeveniment els estats membres de l'ESA van determinar quins programes donarien suport en els propers 3 a 4 anys. Un dels temes principals va ser quins programes de desenvolupament de llançadors actuaran finalment.